# Condado de Marion (Carolina do Sul)
O Condado de Marion é um dos 46 condados do Estado americano da Carolina do Sul. A sede do condado é Marion, e sua maior cidade é Marion. O condado possui uma área de 1 280 km² (dos quais 13 km² estão cobertos por água), uma população de 35 466 habitantes, e uma densidade populacional de 28 hab/km² (segundo o censo nacional de 2000). O condado foi fundado em 1798.